# Gare de Montebourg-Ville
Ne doit pas être confondu avec Gare de Montebourg.
La gare de Montebourg-Ville est une gare ferroviaire française, fermée et disparue, de la ligne de Valognes Montebourg à Saint-Vaast et à Barfleur, également disparue. Elle était située sur le territoire de la commune de Montebourg dans le département de la Manche. 

## Situation ferroviaire
Établie à 51 mètres d'altitude, la gare de Montebourg-Ville était située au point kilométrique (PK) 5 de la ligne de Valognes Montebourg à Saint-Vaast et à Barfleur la branche de Montebourg-État, entre les gares de Montebourg et de Saint-Martin-d'Audouville.

## Histoire
En 1880, le projet de ligne de Valognes-Montebourg à Barfleur par Saint-Vaast en est à la finalisation des tracés. Montebourg fait partie de la première section de Montebourg-Le Ham et Saint-Vaast. Le choix de l'emplacement de la station a été approuvé par un décret du préfet le 25 septembre 1879.
La gare de Montebourg-Ville est mise en service le 20 avril 1886 par la Compagnie de chemins de fer départementaux (CFD), lorsqu'elle ouvre officiellement à l'exploitation son réseau côtier comprenant la Ligne de Valognes Montebourg à Saint-Vaast et à Barfleur qui comprend une branche de Saint-Martin d'Audouville à Montebourg.

## Patrimoine ferroviaire
Le bâtiment voyageurs a été racheté par un artisan dans les années 1950, lequel a augmenté d'un étage les deux ailes de l'ancienne gare. L'un des petits bâtiments annexes avait été conservé pour servir de remise à la gendarmerie qui était édifiée sur l'ancienne emprise de la gare.